# Sint-Franciscuskerk (Schaarbeek)

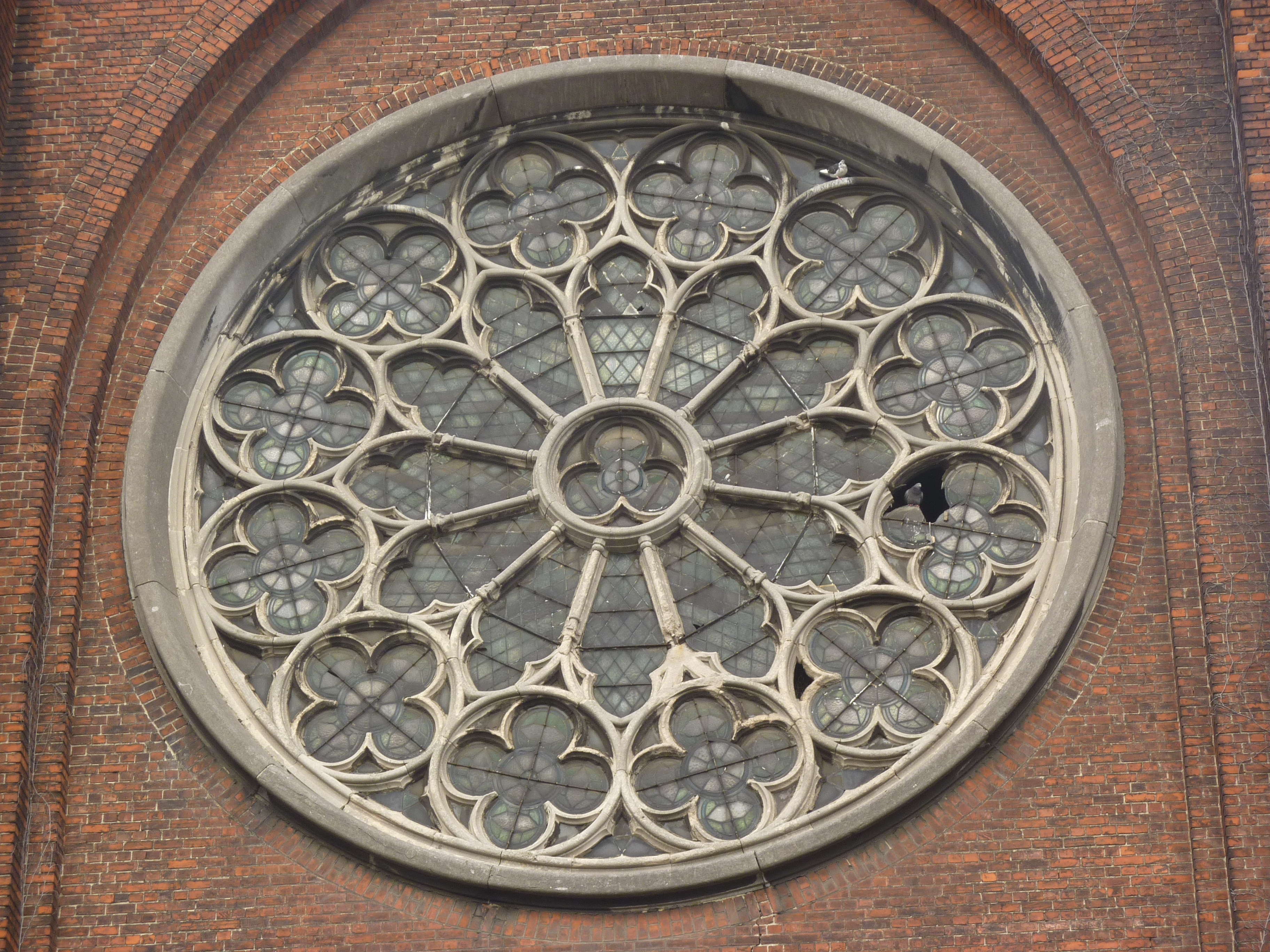
Roosvenster

De Sint-Franciscuskerk is een voormalig rooms-katholiek kerkgebouw te Schaarbeek, gelegen aan Vanderlindenstraat 1.

## Geschiedenis
De kerk behoorde tot het klooster van de franciscanen (recolletten). Dezen werden einde 18e eeuw verdreven uit Brussel tijdens de Franse bezetting, maar in 1867 kwamen ze terug, nadat ze door schenking een perceel aan de Paleizenstraat hadden verkregen. Constant Almain-de Hase ontwierp klooster en kerk. In 1868 begon de bouw maar in 1871 werd deze wegens geldgebrek gestaakt. Het koor, twee zijkapellen, het dwarsschip en één travee van het schip waren toen gereed. De gedeeltelijk voltooide kerk werd in 1871 ingezegend en de in hetzelfde jaar gereedgekomen sacristie werd verhoogd met een verdieping voor het verblijf van de paters. In 1874 en 1884 werd het klooster nog enigszins uitgebreid, maar de ommekeer kwam in 1888, toen een diefstal met schennis van de hosties plaatsvond. Dit leidde tot een campagne om de kerk te voltooien en Almain-de Hase werd gevraagd het werk te voltooien. Hij stierf echter in 1891 en werd opgevolgd door M. Cels. In 1892 was het werk gereed en in 1894 werd de nieuwe kerk opnieuw ingezegend. Hij was aanvankelijk gewijd aan Onze-Lieve-Vrouw van Smarten.
Het klooster werd tussen 1899 en 1907 nog uitgebreid, een deel ervan werd op 11 mei 1944 door een bombardement vernield en in 1947 herbouwd.
In 1961 werd de kerk een parochiekerk en werd aan Sint-Franciscus gewijd. Het aantal Franciscanen nam geleidelijk af en in 1986 werd de kerk onttrokken aan de eredienst en verkocht aan het Sint-Lukasinstituut, dat hem als archief-opslagplaats gebruikte. In 2006 kwam de kerk in bezit van de Roemeens-orthodoxe gemeenschap, maar de kerk was in dermate slechte staat dat het dak van het koor instortte. Eén en ander werd hersteld en het gebouw werd opnieuw als kerk ingericht en gewijd aan de heilige Nicolaas van Myra.

## Gebouw
Het gebouw werd in rode baksteen uitgevoerd, en is een neogotische kruisbasiliek onder zadeldak. Een vieringtorentje bevat de klokken. De voorgevel, die zich bevindt aan de Paleizenstraat, is symmetrisch met een groot roosvenster boven het ingangsportaal en ook in de zijbeuken nog kleinere roosvensters.
De glas-in-loodramen zijn van Coëme, waarbij centraal Franciscus van Assisië werd afgebeeld, omringd door gestileerde planten en dieren.